# Hiszpańska kolonizacja Ameryki Północnej
Hiszpańska kolonizacja Ameryki Północnej – kolonizacja Ameryki Północnej przez imperium hiszpańskie.

Mapa imperium hiszpańskiego w Ameryce Północnej. Pokazująca obecność historyczną, zajęte terytoria i ekspedycje na przestrzeni lat

## Narodziny imperium
Początki hiszpańskiej kolonizacji Ameryki Północnej sięgają 1492 r., kiedy to Krzysztof Kolumb dociera do wyspy Santo Domingo i wiążą się z poszukiwaniem drogi do Indii. Dzięki traktatowi z Tordesillas 1494 Hiszpania uzyskała prawie na wyłączność prawo osiedlania się i eksploracji całej Ameryki Północnej. Dzieło Kolumba było kontynuowane przez innych żeglarzy i odkrywców byli to m.in. Alonso de Hojeda, Juan de la Cosa, Pedro Álvares Cabral, Vasco Núñez de Balboa oraz Amerigo Vespucci. W listopadzie 1493 r. przybywają pierwsi osadnicy na Hispaniolę, a w 1496 r. powstaje Santo Domingo najstarsze z miast, jakie założono w Nowym Świecie. Wkrótce ustanowiono tam dwa biskupstwa i rozpoczęto działalność misyjną. Gospodarka pierwszych kolonii była ściśle nastawiona na dostarczanie surowców do kraju macierzystego, były to więc głównie trzcina cukrowa, bawełna i tytoń oraz chów zwierząt w celu zaopatrzenia załóg statków w prowiant na długie rejsy. W 1511 r. zasiedlona zostaje Kuba (przez Diego Velázquez de Cuéllara), która ze swoim głównym portem Santiago (zał. w 1514 r.) staje się bazą wypadową dla dalszych wypraw. 25 września 1513 r. de Balboa przechodzi przez Przesmyk Panamski i dociera do Oceanu Spokojnego zakładając przy tym miasto Darien, które potem przeniesione w inne miejsce staje się obecną stolicą Panamy.

## Ekspansja
Jednak trzonem kolonii hiszpańskich stał się Meksyk podbity ostatecznie przez Hernána Cortésa w 1521 r. Nie obyło się przy tym bez toczenia długich walk z Aztekami, najzacieklejsze boje były toczone o ich stolicę Tenochtitlán. Cortés jednak dzięki przeciągnięciu na swoją stronę tradycyjnych wrogów Azteków państwa Tlaxcala i zamordowaniu ich władcy Montezumy pokonuje Azteków, równając przy tym ich stolicę z ziemią. Następny okres to ujarzmienie Zapoteków i Huasteków oraz pacyfikacja reszty kraju. Odbudowano Tenochtitlán nazywając go Meksykiem, a Cortés stał się gubernatorem i kapitanem generalnym prowincji włączonej do Nowej Hiszpanii. W 1532 r. H. de Mendoza bada Zatokę Kalifornijską. W następnym roku odkryta zostaje Kalifornia kiedy to dwa okręty dotarły w okolice La Paz. W 1524 r. Pedro de Alvarado dociera do obecnej Wyżyny Gwatemalskiej i podbija tamtejsze tereny wraz głównym miastem Quetezaltengo, dalej jego łupem padają tereny dzisiejszego Salwadoru. W 1547 r. podbity zostaje półwysep Jukatan a wraz z nim kończy swój żywot stara cywilizacja Majów. W 1524 r. zagarnięta zostaje Nikaragua przez Hernandeza de Cordobę.

## Floryda
Floryda została odkryta w 1513 r. przez Juana Ponce de Leona. Po kolejnych nieudanych próbach kolonizacji półwyspu z misją badawczą udaje się tam Hernando de Soto. W ciągu 2 lat przeszedł przez północną Florydę i południowo-wschodnią dolinę Missisipi dochodząc do rzeki Arkansas. Jednak nie zakłada tam żadnych osad umierając w 1542 r. Pierwsze stałe osiedle na Florydzie o nazwie San Agustín zakłada później Pedro Menendez de Aviles w 1565 r. (najstarsze miasto na terenie współczesnych St. Zjedn.).

## Nowy Meksyk
W 1540 r. Francisco Vásquez de Coronado udał się w górę doliny rzeki Rio Grande. Na swojej drodze spotkał on m.in. Indian Pueblo, którzy w przeciwieństwie do innych plemion z tego terenu (np. koczowniczych i łupieżczych Apaczów) zajmowali się rolnictwem. Odkryte ziemie nazwano Nowym Meksykiem. Następna wyprawa wzdłuż Rio Grande wyrusza w 1589 pod wodzą Juana de Onate, wyprawa ta w przeciwieństwie do poprzedniej umożliwiła zorganizowanie niewielkiego osadnictwa hiszpańskiego na terenie obecnej Kalifornii, Arizony i Teksasu.

## Administracja kolonii
Podbite ziemie w Nowym Świecie były zarządzane przez wicekrólestwa (virreinatos) i kapitanie generalne (capitanías generales). Istniały następujące wicekrólestwa: Nowej Hiszpanii (1535) – obejmowało wszystkie kolonie hiszpańskie w Ameryce Północnej, Nowej Granady (1717), Peru (1542) oraz La Platy (1776). Ustanowiono też Sądy Apelacyjne, które miały charakter sądów okręgowych jednym z ich zadań była ochrona Indian. Bardzo duży wpływ na życie w koloniach posiadał kościół, który dysponował ogromnymi obszarami oddanymi całkowicie do jego dyspozycji.

## Polityka kolonialna
Polityka kolonialna Hiszpanii na terenie Ameryki Północnej nie odbiegała zasadniczo od polityki prowadzonej na innych terytoriach. Była to po prostu ekonomiczna eksploatacja podbitych terenów a wszelkie inwestycje jakich tam dokonywano wiązały się głównie ze sprawniejszą administracją, bardziej efektywnym wydobywaniem surowców i infrastrukturą transportową.
Zwalczano też obecność innych krajów na tym terenie, głównie Wielkiej Brytanii i Francji. Zakazano też handlu pomiędzy poszczególnymi koloniami. To właśnie dzięki takiej polityce Hiszpania mogła sobie pozwolić np. na wystawienie Wielkiej Armady do wojny z Anglią czy na kosztowne wojny z Holandią.

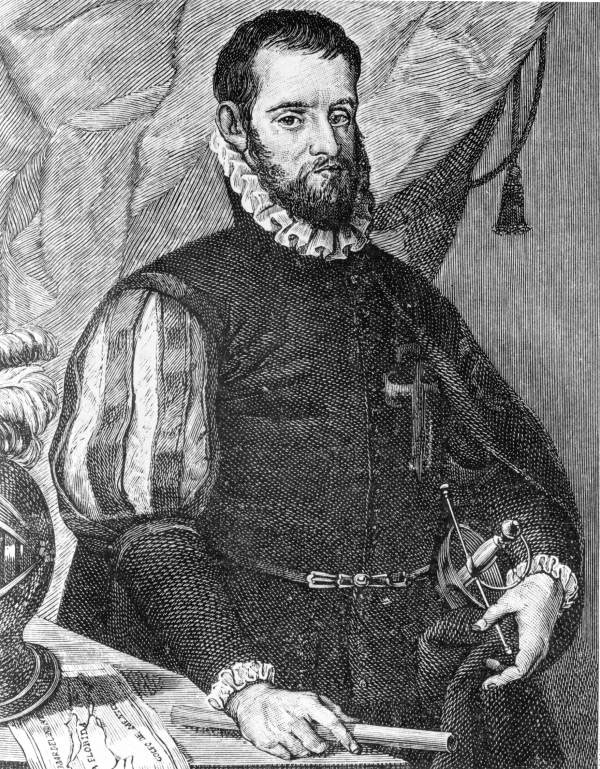
Pedro Menendez de Aviles, założyciel St.Augustine

## Upadek imperium
Wraz z przybyciem Anglii i Francji do Ameryki Północnej hiszpańskie imperium kolonialne zaczyna słabnąć. W 1720 r. mała ekspedycja, która wyruszyła z Santa Fe dotarła do Nebraski, gdzie wywiązała się bitwa z Francuzami. Hiszpanie zostali wybici niemal co do nogi (tylko 13 zdołało wrócić). Bywały też chwile gdy Hiszpania triumfowała nad swymi wrogami jak to było w 1762 r., kiedy to Hiszpania zagarnęła francuską Luizjanę, ale było to raczej wynikiem układu sił niż hiszpańskich zdolności militarnych. Zresztą nowo nabyte tereny i tak były zasiedlone głównie przez nieliczne społeczności francuskich traperów. W 1781 r. Hiszpanom udaje się nawet na krótki okres zdobyć Fort St. Joseph (teren obecnego Michigan, był to najdalej wysunięty na północ punkt hiszpańskich żądań terytorialnych) podczas nieobecności Brytyjczyków walczących ze zbuntowanymi koloniami na wschodnim wybrzeżu, musieli go jednak oddać po wojnie. Także w Ameryce Środkowej Hiszpanie byli zmuszeni odstąpić Anglikom Belize.

## Niepodległość
Hiszpańskie imperium kolonialne w Ameryce Północnej zakończyło swój żywot na początku XIX w. Floryda w 1819 r. została sprzedana Stanom Zjednoczonym. Po kolei uzyskują niepodległość Meksyk w 1821 r.; Gwatemala, Honduras, Salwador, Nikaragua i Kostaryka utworzyły w 1823 r. Zjednoczone Prowincje Ameryki Środkowej aby w 1839 r. rozpaść się na poszczególne państwa. Panama natomiast w 1821 r. staje się częścią niepodległej tzw. Wielkiej Kolumbii aby na początku XX w. popaść w zależność od USA. Kubę i Portoryko traci Hiszpania w 1898 r. w wyniku wojny z USA.